# 医用原子力技術研究振興財団
公益財団法人医用原子力技術研究振興財団（いようげんしりょくぎじゅつけんきゅうしんこうざいだん、英: Association for Nuclear Technology in Medicine）は、医用原子力技術の研究と普及を実施する公益法人。以前は厚生労働省大臣官房厚生科学課所管の財団法人であったが、公益法人制度改革に伴い公益財団法人へ移行した。

## 事業
医用原子力技術研究等に関する以下の事業を行う。
1. 普及啓発事業
2. 人材育成事業
3. 計画推進事業
4. 計測校正事業
5. 調査分析事業
6. 技術支援事業